# Anderson Guerrero
Anderson Guerrero Mejía (Obando, Colombia, 23 de mayo de 1994) es un futbolista colombiano. Juega de guardameta.

## Clubes
| Equipo          | País     | Años        |
| --------------- | -------- | ----------- |
| Atlético Huila  | Colombia | 2010        |
| Millonarios FC  | Colombia | 2011        |
| América de Cali | Colombia | 2011-2016   |
| Real San Andrés | Colombia | 2017 - 2020 |
| Ambrecuec CF    | España   | 2020 - 2020 |
| Xilxes CF       | España   | actualidad  |

- Datos: Q60829532